# Шнайдер, Ларс-Оке
Ларс-Оке Шнайдер (швед. Lars-Åke Schneider; род. 10 июля 1955, Стокгольм) — шведский шахматист, международный мастер (1976).
Чемпион Швеции (1979, 1982, 1983 и 1986).
Участник 13-го чемпионата мира среди юниоров (1974) в г. Маниле.
Многократный участник различных соревнований в составе национальной сборной по шахматам:
- 5 олимпиад (1976—1984).
- 7-й командный чемпионат Европы (1980) в г. Скаре.
- 2-я олимпиада (1981/1982), проводившаяся по телексу и телефону. Команда Швеции дошла до полуфинала.
- 3 Кубка северных стран (1975—1976, 1983). В 1983 году команда Швеции заняла 3-е место.

## Изменения рейтинга
| Графики недоступны из-за технических проблем. См. информацию на Фабрикаторе и на mediawiki.org. |